# Vialaea minutella
Vialaea minutella är en svampart som beskrevs av Petr. 1952. Vialaea minutella ingår i släktet Vialaea och familjen Vialaeaceae.   Inga underarter finns listade i Catalogue of Life.